# 미켈레 모로시니

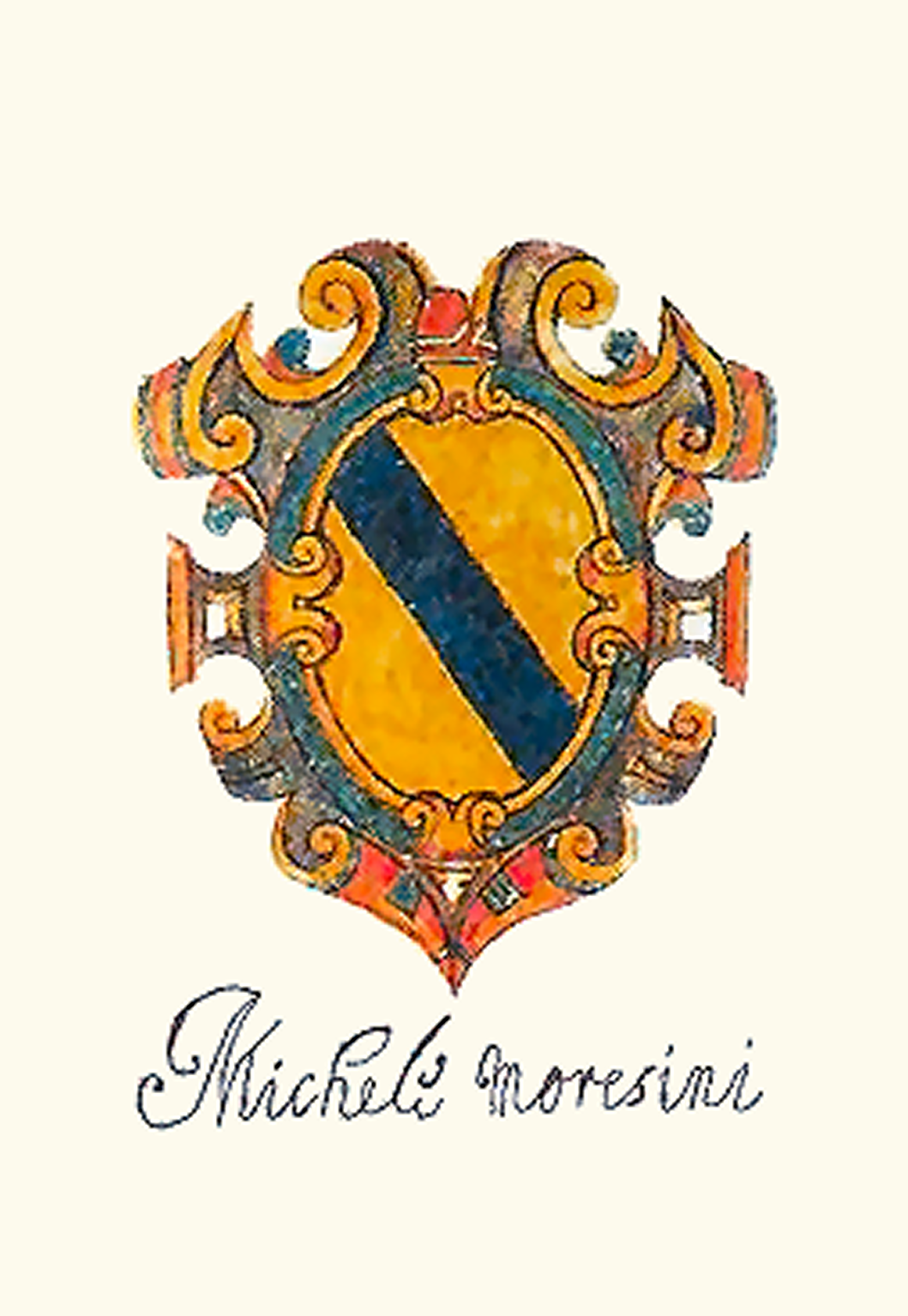
미켈레 모로시니의 문장.

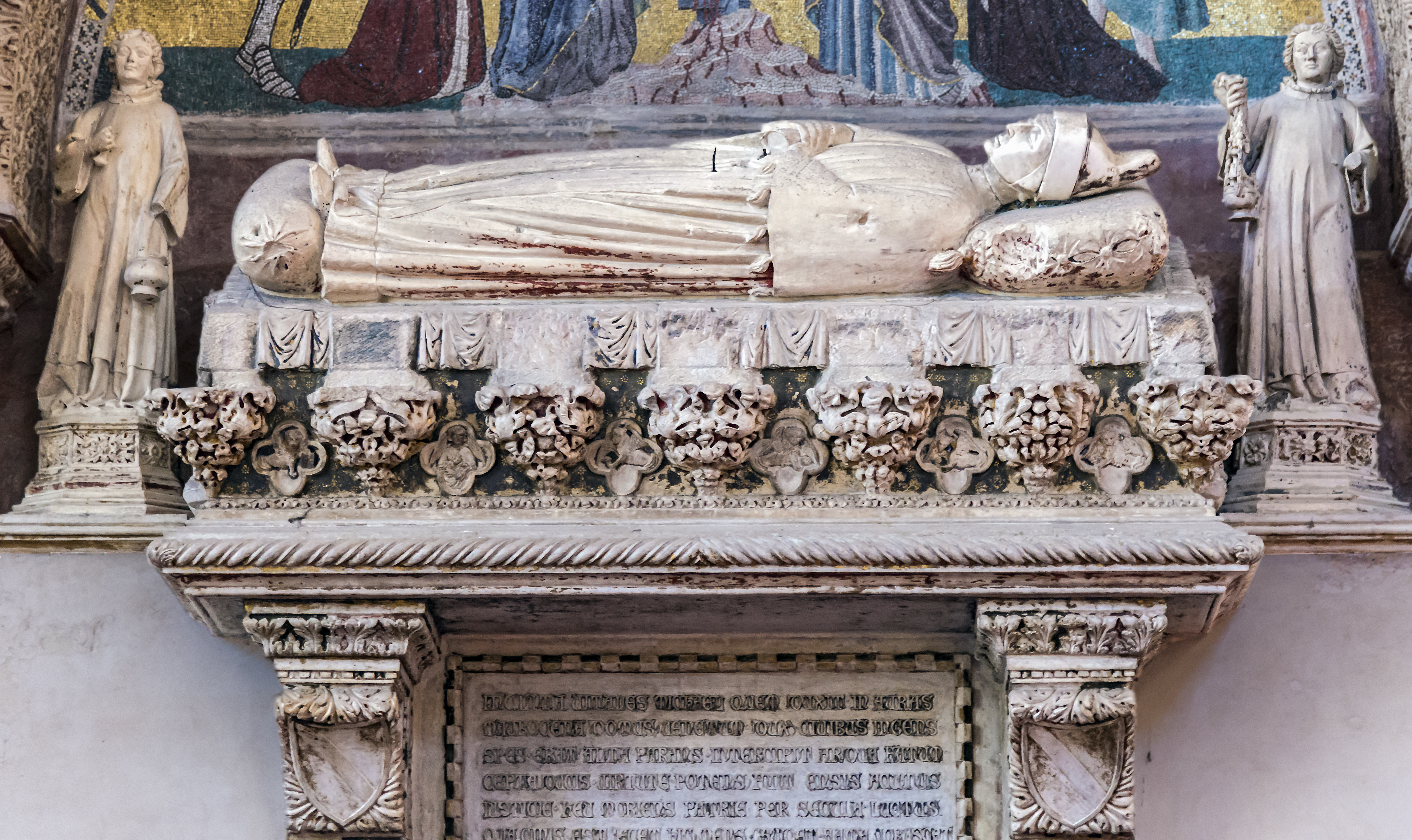
산 자니폴로에 있는 그의 무덤.

미켈레 모로시니(Michele Morosini, 1308년 – 1382년 10월 16일)는 베네치아 공화국의 도제로 1382년 6월 10일부터 그가 사망한 같은 해 10월까지 불과 몇 개월 만을 그 자리에 있었다.
가장 핵심적인 베네치아 가문 중 하나에서 태어난 모로시니는 극도로 부유했었다. 그의 대한 의견은 다양하지만 그가 공화국의 헌신적인 인물이였는지 또는 1378년과 1381년 사이에 베네치아와 제노바 공화국 사이에 벌어진 키오자 전쟁의 어려운 시기에 부동산 투자로 이익을 버른 투기꾼으로도 간주된다.
안드레아 콘타리니 사망후 선출된 그는 흑사병으로 사망했고 도제들의 전통적인 매장소인 산티 조반니 에 파올로 성당에 묻혔다. 그는 크리스티나 콘둘미에로(Cristina Condulmiero)와 결혼했었다.